# Myrmecocystus semirufus
Myrmecocystus semirufus är en myrart som beskrevs av Carlo Emery 1893. Myrmecocystus semirufus ingår i släktet Myrmecocystus och familjen myror. Inga underarter finns listade i Catalogue of Life.

## Bildgalleri

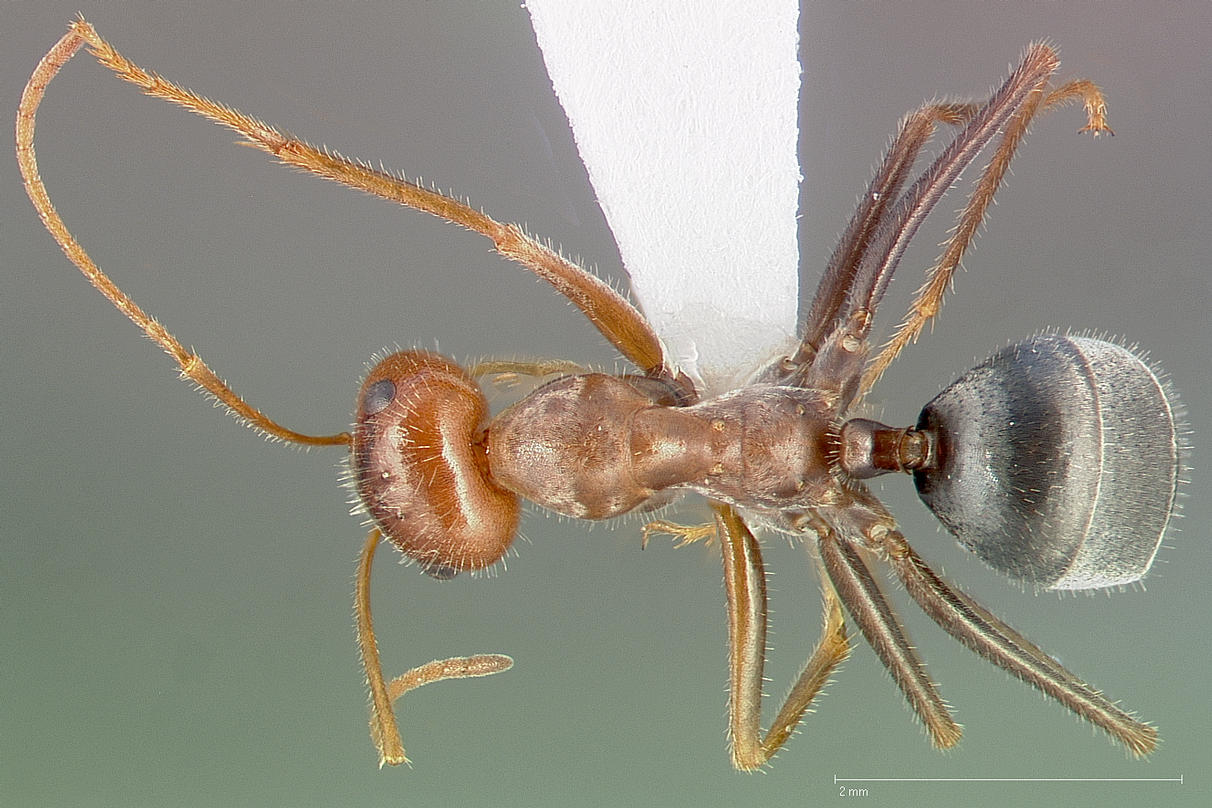
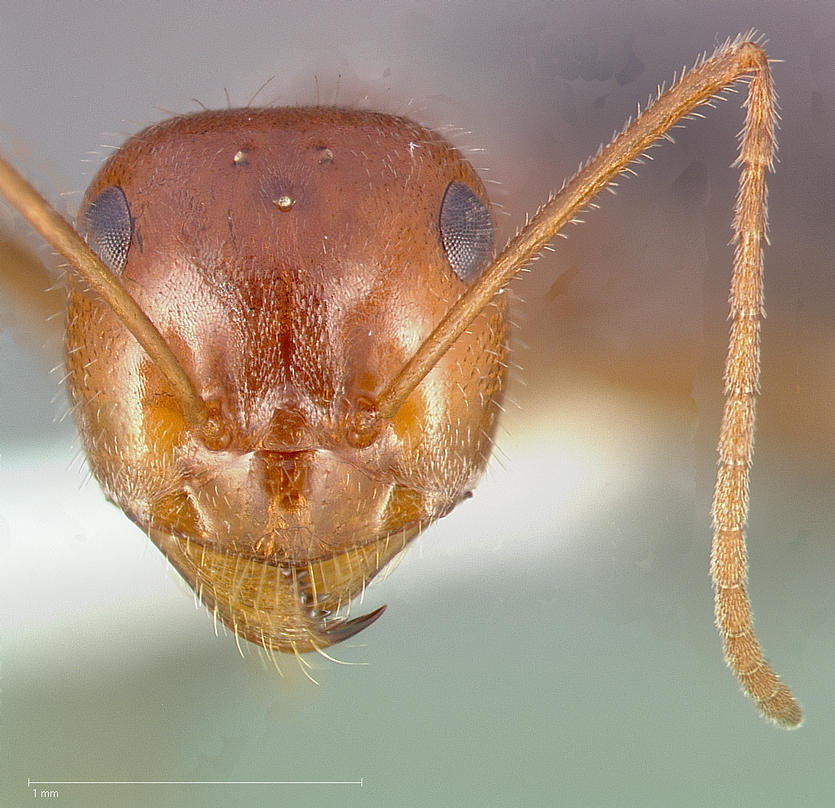
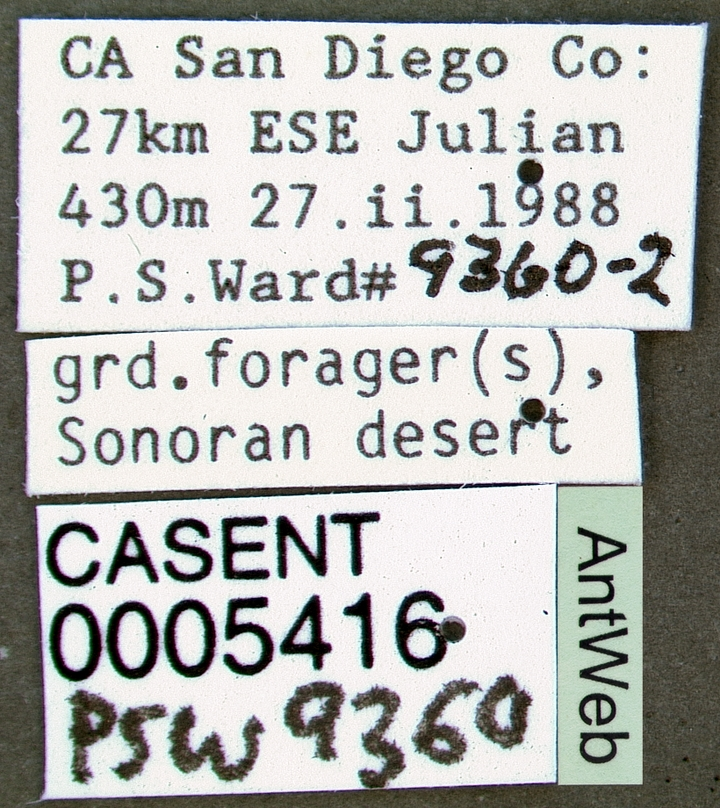
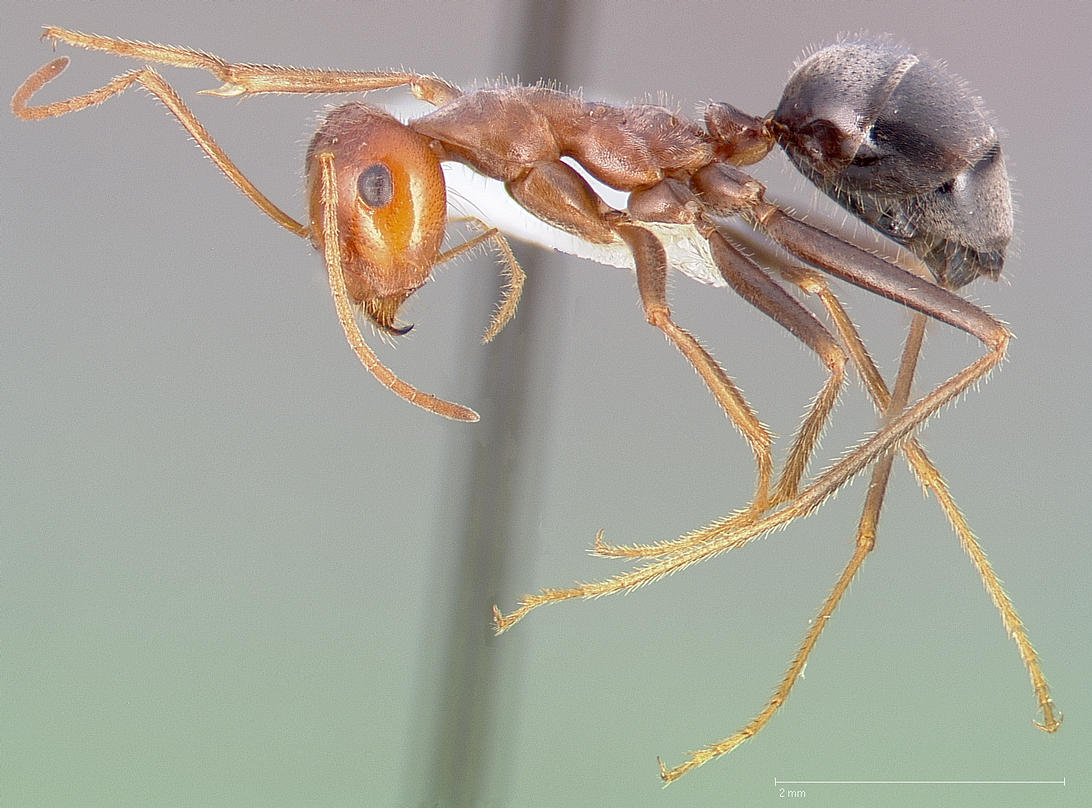